# Hume-Rothery-Phasen
Hume-Rothery-Phasen sind Intermetallische Phasen, die in ihren Strukturen den verschiedenen Phasen des Messings ähneln. Sie sind nach dem britischen Metallurgen William Hume-Rothery (1899–1968) benannt.
Hume-Rothery-Phasen sind wichtige Beispiele für den Einfluss der Valenzelektronenkonzentration (VEK), dem Verhältnis von Valenzelektronen zu Atomen, auf die Struktur einer Legierung. Steigt das Valenzelektronenverhältnis an, müssen höher liegende Bänder besetzt werden, was andere Strukturen energetisch günstiger macht. Hume-Rothery-Phasen werden durch einwertige Metalle wie z. B. Cu, Ag oder Au sowie Übergangsmetalle wie z. B. Ni, Fe oder Co zusammen mit einer Vielzahl von B-Metallen (Metallen der 2. - 5. b Gruppe) realisiert.
Messing bildet je nach Verhältnis von Kupfer und Zink verschiedene Strukturen aus. Die einzelnen Phasen werden dabei mit griechischen Buchstaben bezeichnet (α, β, δ, ε-Messing). Weitere technisch wichtige Kupferverbindungen sind mit Sn, Cd, Al oder Si.
Die Strukturen von Hume-Rothery-Phasen lassen sich nicht aus dem Verhältnis der beteiligten Atome, sondern nur aus der VEK ableiten. So kristallisiert Cu3Al nicht in der Struktur des ε-Messings CuZn3, sondern in der des β-Messings, das eine 1:1-Zusammensetzung von Kupfer und Zink besitzt.